# Réserve écologique Marie-Jean-Eudes
La réserve écologique Marie-Jean-Eudes est située à Saint-Alexis-des-Monts à l'intérieur de la réserve faunique Mastigouche, près du lac Shawinigan. Ce site protège un peuplement d'érablière sucrière à bouleau jaune, un écosystème représentatif des moyennes Laurentides de la Mauricie.
Le nom de la réserve rend honneur à sœur Marie Jean-Eudes (Eugénie Tellier) (1897-1978), botaniste et pionnière des sciences naturelles au Québec.

## Géographie
La réserve écologique de 8,32 km2 est située dans la province de Québec, à 35 km au nord-ouest de Shawinigan. Son territoire est compris dans la municipalité de Saint-Alexis-des-Monts, elle-même situé dans la municipalité régionale de comté de Maskinongé et la région administrative de la Mauricie.
La réserve est enclavée dans la réserve faunique Mastigouche. Il touche aussi celui d'un refuge biologique (« 04151R074 ») de 6 ha située sur le bord du lac Gauthier.

### Géologie et relief
Le sous-sol de Marie-Jean-Eudes est composé principalement de gneiss du Précambrien. Le tout est recouvert de till plus ou moins épais et de sable fluvioglaciaire provenant de la glaciation du Wisconsin.  Les cuvettes mal drainée sont quant à elle occupée par des tourbières
Le relief est quant à lui vallonnée passant de 335 m près du lac Shawinigan à environ 425 m au nord-ouest de celle-ci.